# Cryptothallus
Cryptothallus es un género de musgos hepáticas perteneciente a la familia Aneuraceae. Comprende 2 especies descritas:

## Taxonomía
El género fue descrito por  Sten von Malmborg y publicado en Annales Bryologici 6: 122. 1933. La especie tipo es: Cryptothallus mirabilis Malmb. 

## Especies aceptadas
A continuación se brinda un listado de las especies del género Cryptothallus aceptadas hasta diciembre de 2014, ordenadas alfabéticamente. Para cada una se indica el nombre binomial seguido del autor, abreviado según las convenciones y usos. 
1. Cryptothallus hirsutus H.A. Crum
2. Cryptothallus mirabilis Malmb.